# Knöteriche
Die Knöteriche (Persicaria) sind eine Pflanzengattung innerhalb der Familie der Knöterichgewächse (Polygonaceae). Die etwa 100 Arten sind in den gemäßigten Breiten der Nordhalbkugel verbreitet.

## Beschreibung

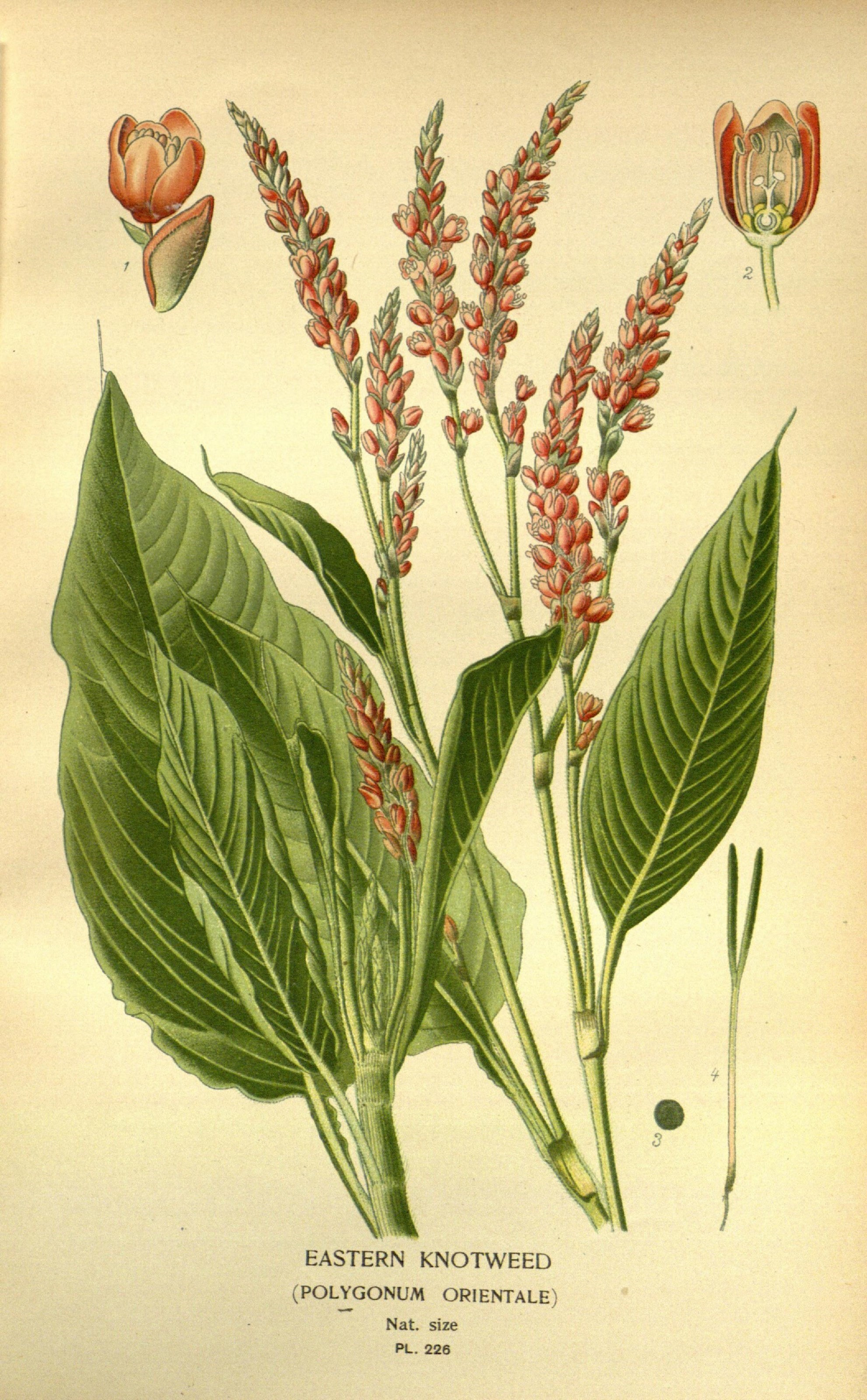
Illustration des Orient-Knöterich (Persicaria orientalis)

### Vegetative Merkmale
Die Persicaria-Arten wachsen als einjährige, seltener ausdauernde krautige Pflanzen. Die selbständig aufrechten bis niederliegenden Stängel sind krautig, manchmal auch verholzt. Die wechselständigen Laubblätter können gestielt oder ungestielt sein. Die einfachen Blattspreiten sind schmal, linear-lanzettlich bis elliptisch-eiförmig. Die Blattränder sind meist glatt, selten gelappt. Meist haben sie keine Drüsen, nur selten sind sie drüsig punktiert. Die Tuten (Ochreae) sind röhrenförmig, häutig, an der Öffnung gewimpert, seltener ungewimpert.

### Generative Merkmale
Die end- oder seitenständigen, ährigen, traubigen oder seltener kopfigen Blütenstände enthalten oft viele Blüten. Die Ochreolae (Tuten der Hochblätter) sind röhrig, häutig, gewimpert bis zerteilt.
Die Blüten sind zwittrig oder funktional eingeschlechtig. Das Perianth besteht aus vier bis fünf Blütenhüllblättern, die meist bis zur ungefähr zur Mitte geteilt. Die Nektardrüsen stehen abwechselnd mit den vier bis acht Staubblättern. Die Staubfäden sind frei oder an ihrer Basis verwachsen. Die Staubbeutel sind gelb, rosa oder rot. Zwei bis drei Fruchtblätter sind zu einem bikonvexen bis dreieckigen Fruchtknoten verwachsen. Die zwei bis drei langen, fadenförmigen Griffeln sind verwachsen oder frei; sie enden jeweils mit einer kopfigen Narbe.
Die bikonvexen bis dreikantigen Nüsschen sind kahl, glänzend und dunkelbraun bis schwarz.

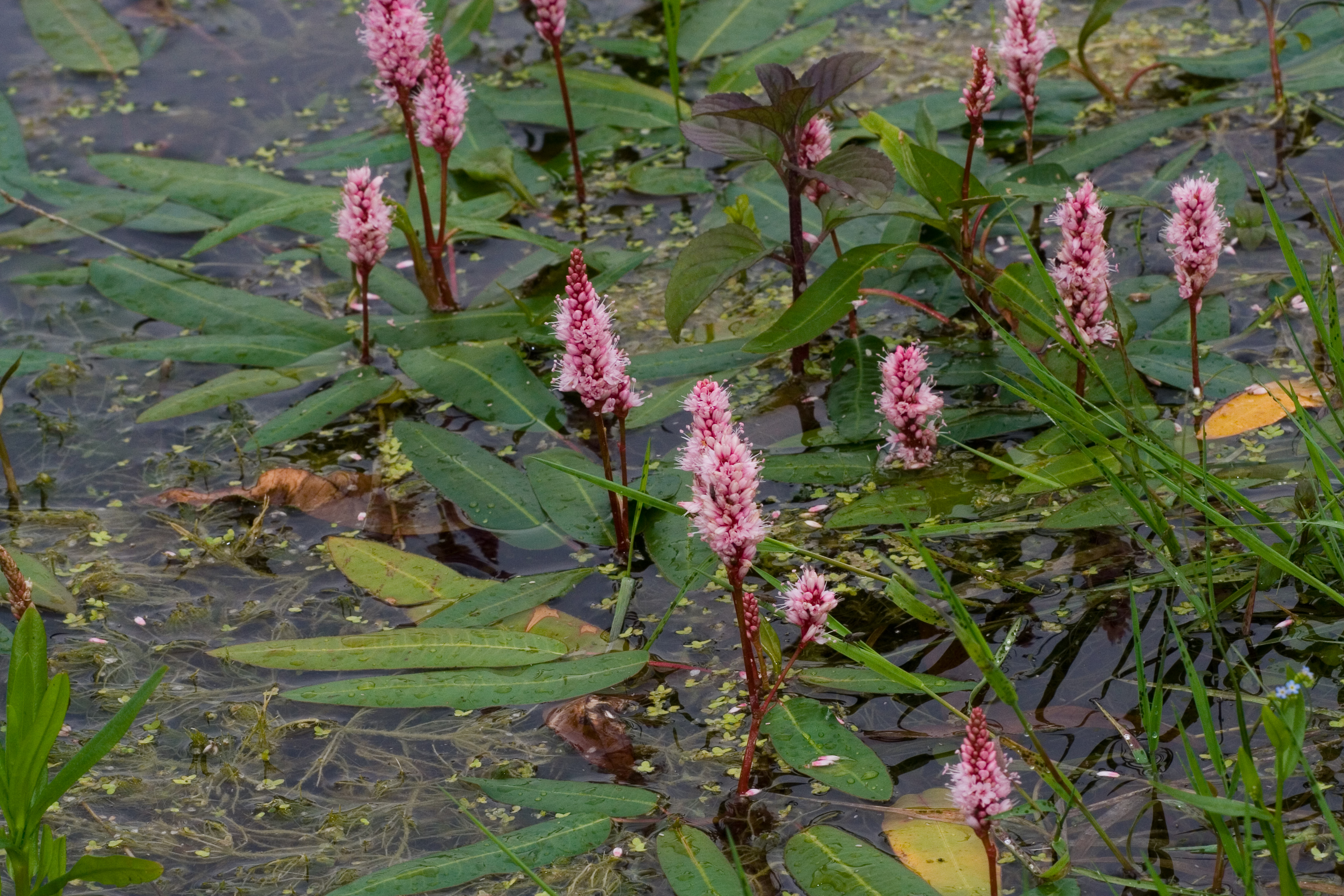
Wasser-Knöterich (Persicaria amphibia)

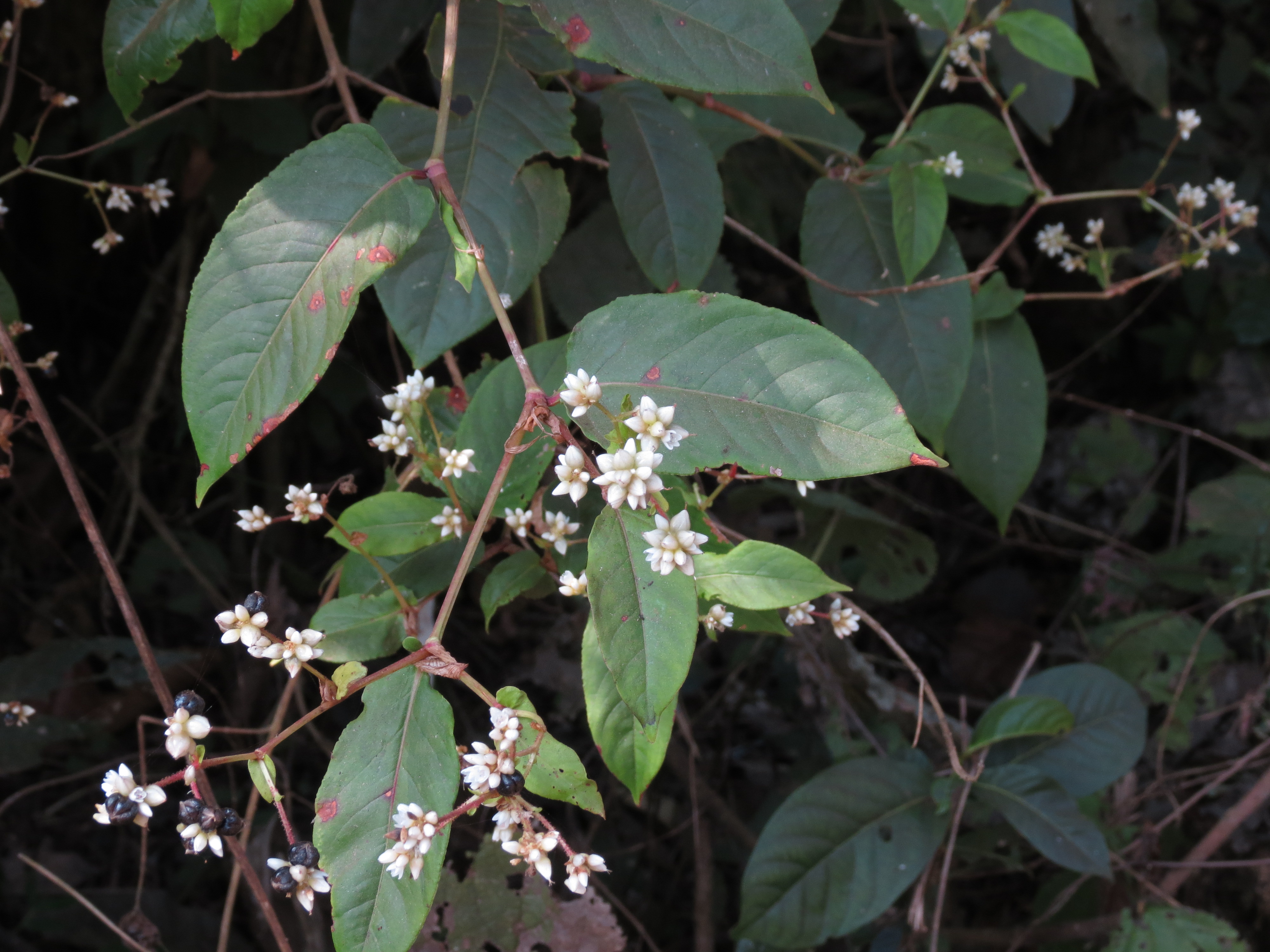
Persicaria chinensis

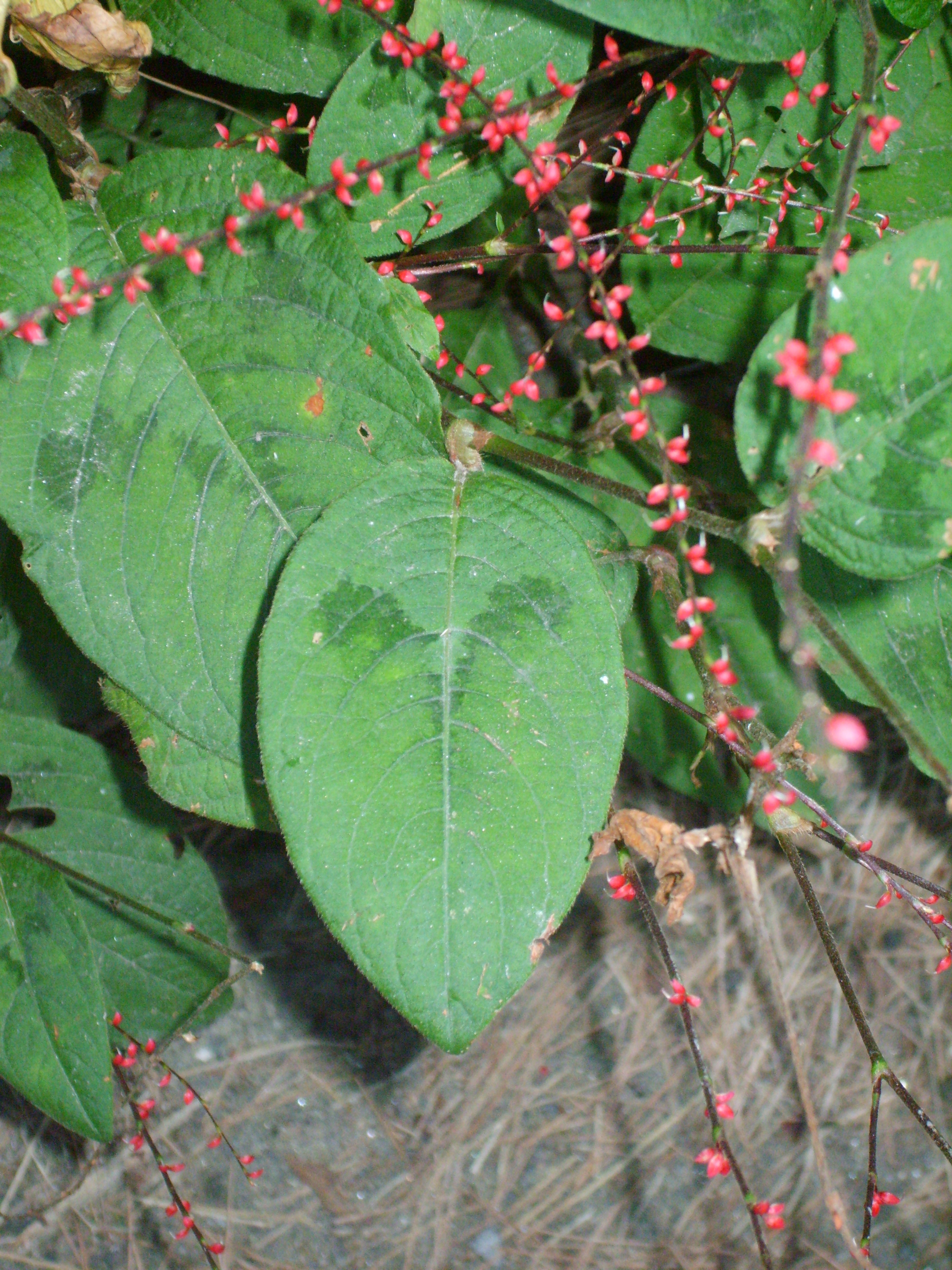
Persicaria filiformis

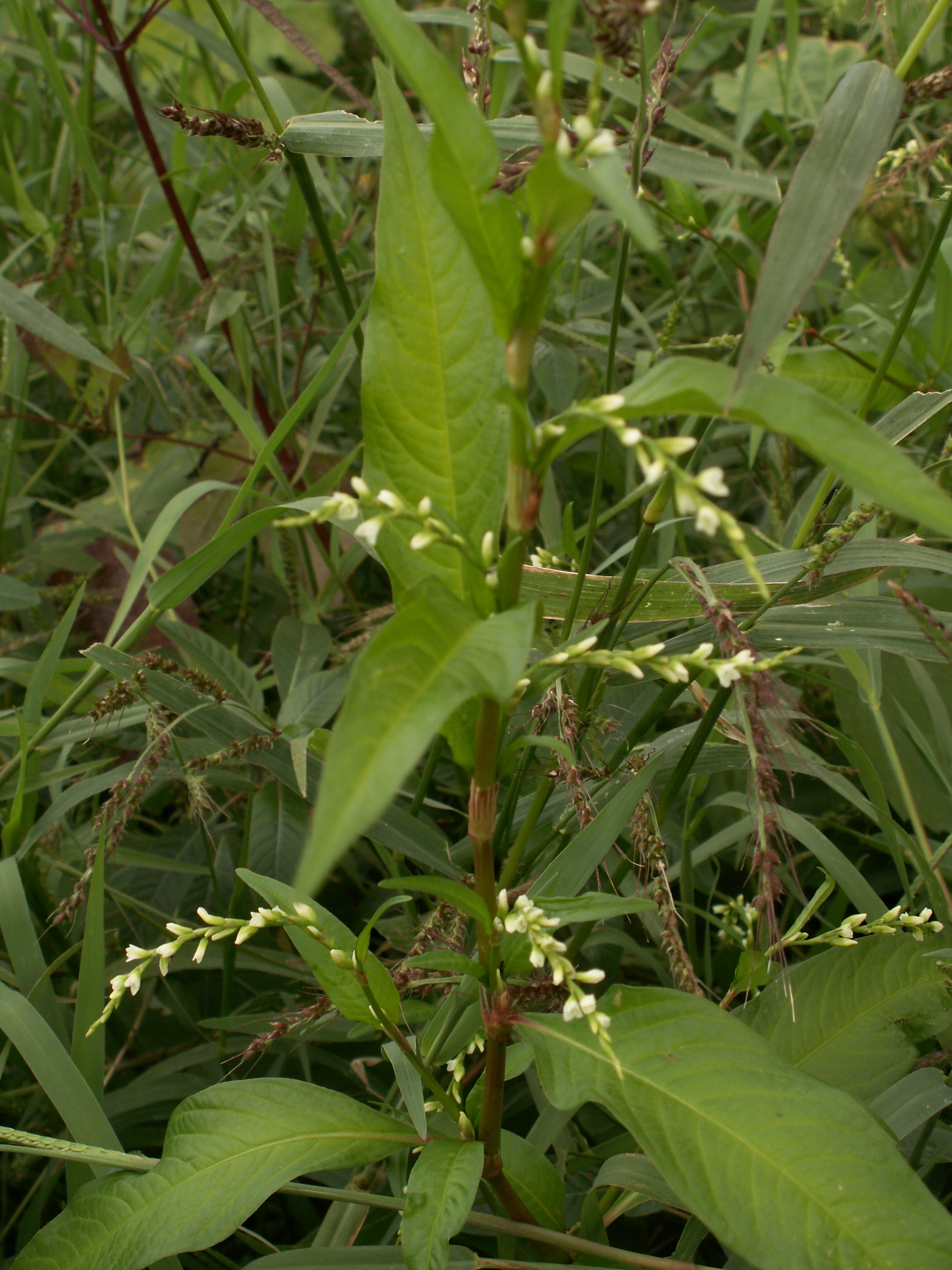
Wasserpfeffer (Persicaria hydropiper)

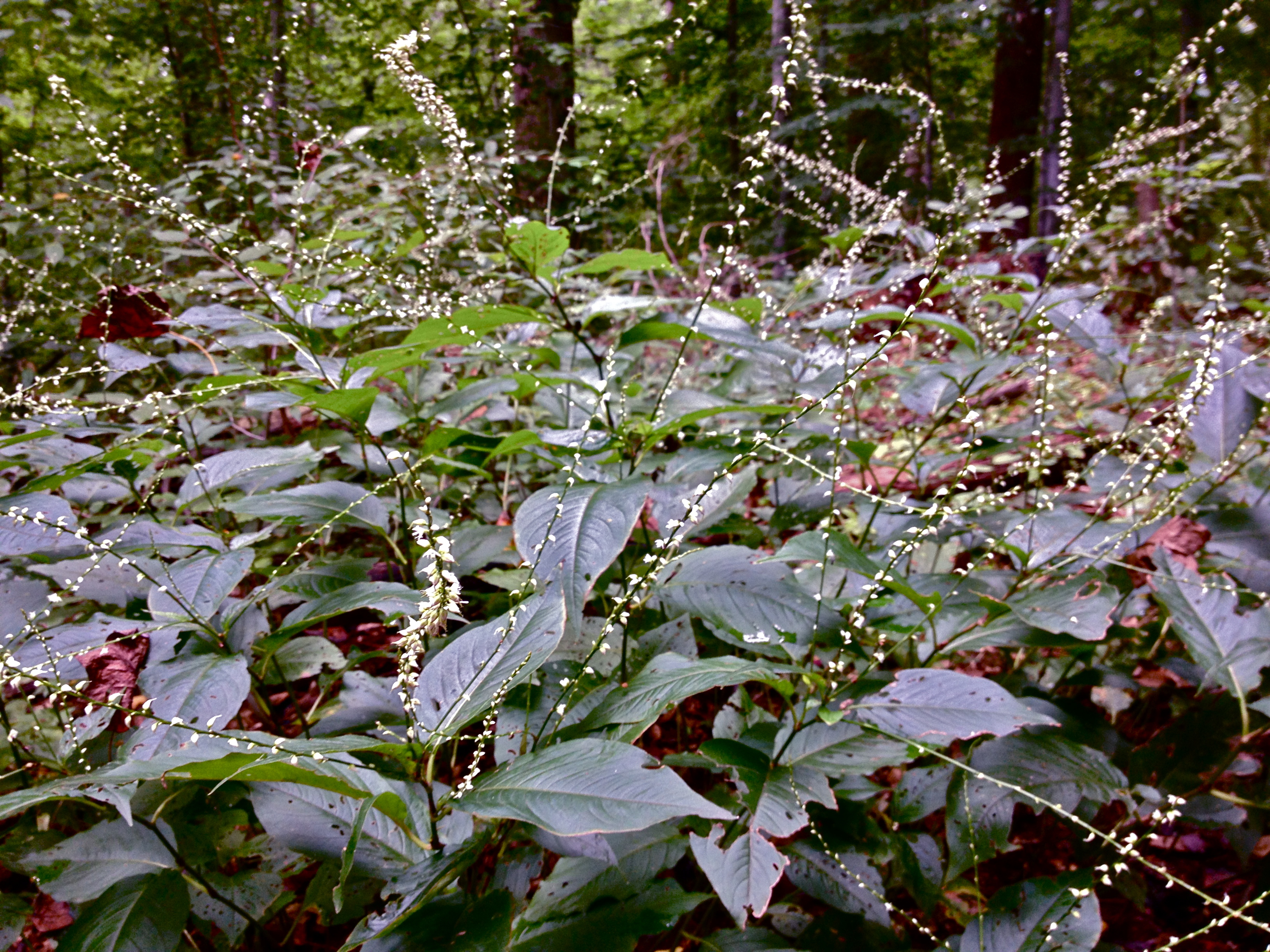
Persicaria virginiana

## Systematik und Verbreitung
Die Gattung Persicaria wurde durch Philip Miller aufgestellt. Der Gattungsname Persicaria (früher – so im Mittelalter – uneinheitlich, vor allem als Artname für Floh-Knöterich und später auch Wasserpfeffer gebraucht) leitet sich vom lateinischen Wort persica für Pfirsich und -aria für sich beziehen ab, dies bezieht sich auf die Ähnlichkeit der Laubblätter mancher Persicaria-Arten mit denen des Pfirsichs.
Die Gattung Persicaria war früher als Sektion Persicaria ein Teil der Gattung Polygonum, wird heute aber überwiegend als eigenständige Gattung behandelt. Sie umfasst im engeren Sinn etwa 100 (bis 150) Arten. Recht häufig werden auch die Arten der Gattungen Bistorta, Rubrivena, Aconogon und Knorringia in die Gattung Persicaria gestellt. Die Beschreibung hier und die Artenliste beziehen sich auf die Gattung im engeren Sinn.
Die Gattung Persicaria gehört zur Tribus Persicarieae in der Unterfamilie Polygonoideae innerhalb der Familie Polygonaceae.
Die Persicaria-Arten kommen in den gemäßigten Breiten der Nordhalbkugel vor. Hier eine Auswahl:
- Wasser-Knöterich (Persicaria amphibia (L.) Delarbre)
- Persicaria barbata (L.) H.Hara (Syn.: Polygonum barbatum L.): Sie ist in Asien und Neuguinea verbreitet.
- Persicaria bungeana (Turcz.) Nakai (Syn.: Polygonum bungeanum Turcz.): Sie ist in Ostasien beheimatet und ein Neophyt in Nordamerika.
- Kopf-Knöterich (Persicaria capitata (Buch.-Ham. ex D.Don) H.Gross, Syn.: Polygonum capitatum Buch.-Ham. ex D.Don): Er kommt ursprünglich im tropischen Asien und in China vor und kommt in Mitteleuropa selten verwildert vor.[3]
- Persicaria careyi (Olney) Greene (Syn.: Polygonum careyi Olney): Sie ist in Nordamerika verbreitet.
- Persicaria chinensis (L.) H.Gross (Syn.: Polygonum chinense L.): Sie ist in Asien verbreitet.
- Milder Knöterich (Persicaria dubia (Stein) Fourr., Syn.: Polygonum mite Schrank)
- Persicaria filiformis (Thunb.) Nakai (Syn.: Polygonum filiforme Thunb.): Sie kommt in Japan vor.
- Wasserpfeffer (Persicaria hydropiper (L.) Delarbre)
- Ampfer-Knöterich (Persicaria lapathifolia (L.) Delarbre)
- Floh-Knöterich (Persicaria maculosa Gray)
- Kleiner Knöterich (Persicaria minor (Huds.) Opiz)
- Persicaria nepalensis (Meisn.) H.Gross (Syn.: Polygonum nepalense Meisn.): Sie ist in Asien beheimatet und ein Neophyt in Nordamerika, Europa sowie Afrika.
- Orient-Knöterich (Persicaria orientalis (L.) Spach): Er kommt ursprünglich in Asien und Australien vor, wird aber in Mitteleuropa als Zierpflanze verwendet und kommt gelegentlich verwildert vor.[3]
- Pennsylvanischer Knöterich (Persicaria pensylvanica (L.) M.Gómez, Syn.: Polygonum pensylvanicum L.): Er kommt ursprünglich in Nordamerika vor.[3]
- Persicaria perfoliata (L.) H.Gross (Syn.: Polygonum perfoliatum L.): Sie ist in Asien, Neuguinea beheimatet und ein Neophyt in Nordamerika.
- Persicaria posumbu (Buch.-Ham. ex D.Don) H.Gross (Syn.: Polygonum posumbu Buch.-Ham. ex D.Don): Sie ist in Asien verbreitet.
- Persicaria salarkhanii (Hassan Md. Abul Hassan) (Syn.: Ampelygona salarkhanii): Ein Endemit des östlichen Bangladesch.
- Persicaria senegalensis (Meisn.) Soják (Syn.: Polygonum senegalensis Meisn.): Sie ist in Afrika verbreitet.
- Färber-Knöterich (Persicaria tinctoria (W.T.Aiton) Spach, Syn.: Polygonum tinctorium W.T.Aiton): Er ist in Osteuropa und Asien verbreitet.
- Persicaria virginiana (L.) Gaertn. (Syn.: Polygonum virginianum L.): Sie ist in Nordamerika und in Mexiko verbreitet.